# Aleksandar Pavlović
Aleksandar "Sasha" Pavlović (serbio cirílico: Александар "Саша" Павловић; Bar, Yugoslavia, 15 de noviembre de 1983) es un jugador profesional de baloncesto serbio. Con 2,01 metros de estatura, juega en la posición de alero.

## Trayectoria deportiva
Pavlovic fue seleccionado por Utah Jazz en la 19.ª posición del Draft de 2003, donde jugó una temporada antes de ser traspasado a Cleveland Cavaliers. En su primera temporada en la liga promedió 4.8 puntos, al igual que en su primera campaña en los Cavaliers. El 30 de enero de 2007, tras salir de titular ante Golden State Warriors, anotó 24 puntos, su mejor marca en la NBA. Desde entonces, sus minutos de juego en la cancha se han incrementado sustancialmente. 
En cuatro años en la liga, Pavlovic ha promediado prácticamente 4.8 puntos en todas las temporadas, excepto en la 2004-05, en las que sus números anotadores fueron de 4.5 por noche, y en la 2006-07, en la que llevaba 4.8 de promedio hasta su explosión en el partido ante los Warriors. Finalmente, terminó con 9 puntos por partido, y desde febrero de 2007, 11.2.
El 25 de junio de 2009 fue traspasado a Phoenix Suns junto con Ben Wallace, 500.000 dólares y una segunda ronda de draft por Shaquille O'Neal, aunque fue cortado por el equipo el 14 de septiembre de 2009. Dos días después, firmó un contrato de un año y 1.5 millones de dólares con Minnesota Timberwolves.
El 10 de enero de 2011 firmó un contrato de 10 días con Dallas Mavericks, y tras finalizar su segundo contrato con el equipo, fue fichado por New Orleans Hornets. El 3 de marzo de 2011 firmó con  Boston Celtics.
El 20 de julio de 2012 es traspasado a Portland Trail Blazers, en un acuerdo a tres bandas.

## Estadísticas

### Temporada regular
| Año     | Equipo      | PJ  | PT  | MPP  | %TC  | %3P  | %TL  | RPP | APP | ROB | TPP | PPP |
| ------- | ----------- | --- | --- | ---- | ---- | ---- | ---- | --- | --- | --- | --- | --- |
| 2003–04 | Utah        | 79  | 14  | 14.5 | .396 | .271 | .774 | 2.0 | .8  | .5  | .2  | 4.8 |
| 2004–05 | Cleveland   | 65  | 9   | 13.3 | .435 | .385 | .688 | 1.1 | .8  | .4  | .1  | 4.8 |
| 2005–06 | Cleveland   | 53  | 19  | 15.3 | .410 | .365 | .653 | 1.5 | .5  | .4  | .1  | 4.5 |
| 2006–07 | Cleveland   | 67  | 28  | 22.9 | .453 | .405 | .794 | 2.4 | 1.6 | .8  | .2  | 9.0 |
| 2007–08 | Cleveland   | 51  | 45  | 23.3 | .362 | .298 | .688 | 2.5 | 1.6 | .6  | .1  | 7.4 |
| 2008–09 | Cleveland   | 66  | 12  | 16.0 | .422 | .410 | .463 | 1.9 | 1.1 | .3  | .2  | 4.6 |
| 2009–10 | Minnesota   | 71  | 0   | 12.4 | .363 | .297 | .385 | 1.6 | .8  | .3  | .1  | 3.7 |
| 2010–11 | Dallas      | 10  | 6   | 16.3 | .429 | .438 | .800 | 1.2 | . 7 | .5  | .3  | 4.1 |
| 2010–11 | New Orleans | 4   | 1   | 12.5 | .182 | .000 | .000 | 1.5 | 1.5 | .0  | 1.0 | 1.0 |
| 2010–11 | Boston      | 17  | 0   | 8.8  | .462 | .500 | .400 | .8  | .2  | .3  | .0  | 1.8 |
| 2011–12 | Boston      | 45  | 7   | 11.7 | .391 | .293 | .375 | 1.6 | .4  | .4  | .3  | 2.7 |
| 2012-13 | Portland    | 39  | 1   | 13.5 | .353 | .300 | .167 | 1.4 | .8  | .6  | .1  | 2.6 |
| Total   |             | 567 | 142 | 15.7 | .404 | .346 | .673 | 1.8 | .9  | .5  | .2  | 4.9 |

### Playoffs
| Año     | Equipo    | PJ | PT | MPP  | %TC  | %3P  | %TL  | RPP | APP | ROB | TPP | PPP |
| ------- | --------- | -- | -- | ---- | ---- | ---- | ---- | --- | --- | --- | --- | --- |
| 2005–06 | Cleveland | 3  | 0  | 1.3  | .000 | .000 | .000 | .3  | .0  | .0  | .0  | .0  |
| 2006–07 | Cleveland | 20 | 20 | 30.8 | .381 | .345 | .528 | 2.6 | 1.6 | .9  | .2  | 9.2 |
| 2007–08 | Cleveland | 8  | 0  | 13.9 | .385 | .444 | .667 | 1.3 | .1  | .2  | .0  | 3.5 |
| 2008–09 | Cleveland | 11 | 0  | 8.3  | .500 | .250 | .333 | 1.4 | .4  | .4  | .0  | 2.1 |
| 2011–12 | Boston    | 10 | 0  | 4.0  | .333 | .200 | .000 | .5  | .1  | .1  | .1  | .7  |
| Total   |           | 52 | 20 | 16.6 | .386 | .333 | .533 | 1.6 | .7  | .5  | .1  | 4.6 |